# Macropsis aethiopica
Macropsis aethiopica är en insektsart som beskrevs av Melichar 1911. Macropsis aethiopica ingår i släktet Macropsis och familjen dvärgstritar. Inga underarter finns listade i Catalogue of Life.